# Eefje Bötjer
Eefje Bötjer (* 11. Mai 2004 in Bremerhaven) ist eine deutsche Fußballspielerin.

## Karriere
Bötjer begann in Debstedt, einem Ort in der nördlich von ihrem Geburtsort gelegenen Gemeinde Geestland, bei der dort ansässigen JSG Langen-Debstedt, mit dem Fußballspielen. Im weiteren Verlauf gelangte sie in die Jugendabteilung von Werder Bremen, für deren B-Jugendmannschaft sie von 2019 bis 2021 18 Punktspiele in der B-Juniorinnen-Bundesliga bestritt und drei Tore erzielte. In der Saison 2021/22 in die Zweite Mannschaft aufgerückt, kam sie in der drittklassigen Regionalliga Nord in 20 Punktspielen zum Einsatz. Ihr Debüt im Seniorinnenbereich gab sie am 29. August 2021 (1. Spieltag) bei der 0:2-Niederlage im Heimspiel gegen den Hamburger SV. Ihr einziges Saisontor erzielte sie am 24. April 2022 (21. Spieltag) beim 4:1-Sieg im Heimspiel gegen die TSG Burg Gretesch mit dem Treffer zum 2:0 in der 13. Minute. Während der Drittligasaison kam sie am 6. Februar 2022 (13. Spieltag) für die Bundesligamannschaft bei der 1:3-Niederlage im Auswärtsspiel gegen den VfL Wolfsburg mit Einwechslung für Emilie Bernhardt in der 82. Minute und am 13. März 2022 (22. Spieltag) bei der 0:5-Niederlage im Heimspiel gegen den 1. FFC Turbine Potsdam – jeweils als Abwehrspielerin – über die gesamte Spielzeit zum Einsatz.
In der Folgesaison spielte sie ein einziges Mal für Werder Bremen II – am 29. Mai 2023 war sie Teil der Mannschaft, die in der Aufstiegsrunde für die Regionalliga Nord das Spiel beim Kieler MTV nach 0:2-Rückstand noch mit 3:2 gewann. Auch in der Bundesliga wurde sie noch ein einziges Mal eingesetzt; bei der 0:2-Niederlage im Heimspiel gegen Eintracht Frankfurt wurde sie in der 81. Minute für Ricarda Walkling eingewechselt. Mit sieben weiteren Mitspielerinnen wurde sie am letzten Spieltag vom Verein verabschiedet; ihre Vertragslaufzeit wurde nicht verlängert und damit ist sie zunächst ohne neuen Verein. Seit der Saison 2023/24 spielt sie für die zweite Mannschaft von Werder Bremen in der Regionalliga Nord.